# Hamas do Iraque
Hamas no Iraque  é um grupo miliciano sunita com base no Iraque, que se separou da Brigada Revolução de 1920 em 18 de março de 2007.  A Brigada Revolução de 1920 insiste que o Hamas no Iraque esteve envolvido em ajudar as tropas dos Estados Unidos em suas operações recentes em Diala contra a Al-Qaeda no Iraque. Em 11 de outubro de 2007, o grupo miliciano se juntou a um conselho político que abraçou insurgência armada contra as forças estadunidenses. 